# Gaudenzio Tonoli
Gaudenzio Tonoli (* 24. August 1940 in Opera (Lombardei)) ist ein ehemaliger italienischer Radrennfahrer und nationaler Meister im Radsport.

## Sportliche Laufbahn
Tonoli war im Straßenradsport aktiv. Die nationale Meisterschaft im Straßenrennen der Amateure gewann er 1961.
Er wurde 1961 Berufsfahrer und blieb bis 1963 im Radsport aktiv. Als Radprofi hatte er keine Erfolge. Im Giro d’Italia 1962 war er ausgeschieden.